# Тазакенди (Марнеульский муниципалитет, Садахло)

Вид на Тазакенди из Армении

Тазакенди (груз. თაზაქენდი, азерб. Təzəkənd) — село в Грузии, в Марнеульском муниципалитете Квемо-Картли.

## География
Расположено на левом берегу реки Дебед. На 480 метрах от уровня моря. Отдалено от города Марнеули на 40 километров, от железнодорожной стании Садахло отдалено на 9 километров.

## Население
По переписи 2014 года в селе проживало 478 человек.
| год переписи | численность | мужчины | женщины |
| ------------ | ----------- | ------- | ------- |
| 2002         | 433         | 224     | 209     |
| 2014         | ▲ 478       | 249     | 229     |